# Bagni Széchenyi
I Bagni Széchenyi (in ungherese Széchenyi gyógyfürdő) sono dei bagni termali di Budapest che si trovano nel parco Városliget nella XIV Circoscrizione.
L'edificio più antico del complesso risale al 1881, ma a causa della forte popolarità, avanti alla  prima guerra mondiale vennero costruiti altri edifici che hanno reso i Bagni Széchenyi il più grande centro termale d'Europa. 
Il complesso fu ultimato nel 1913 e intitolato al conte István Széchenyi.